# Peirosèt
Peirosèt (francès Peyrouzet) és un municipi del departament francès de l'Alta Garona, a la regió d'Occitània.